# 岩本晴之

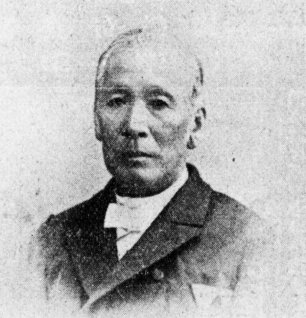
岩本晴之

岩本 晴之（いわもと はるゆき、1834年1月25日（天保4年12月16日） - 1913年（大正2年）11月21日）は、日本の政治家（衆議院議員）。阿波国（現徳島県）出身。通称は才二郎。

## 経歴
香川周八の子として生まれ、のち岩本品蔵の養子となる。学問を新居水竹に学ぶ。明治維新後は徴士、三河県（現・愛知県）判事、白川県（現・熊本県）大参事、民政局検事助役、徳島藩権大属、名東県権大属、同大属、中属を経て、司法省に入り、少解部、権中解部、大区長兼学区取締となる。1875年に徳島に戻り自由民権運動に参加。その後、阿波郡長・麻植郡長・名東郡長、日本赤十字社徳島県委員長などを歴任する。
1902年に第7回衆議院議員総選挙に立憲政友会より出馬し当選。その後4期に渡って当選した。